# Никольское кладбище (Хельсинки)
Никольское кладбище — единственное русское православное кладбище, расположенное в Хельсинки, в районе Хиетаниеми, напротив еврейского кладбища. В некрополе погребены священнослужители Никольского и Покровского приходов, а также видные деятели русской эмиграции в Финляндии.

## История
В 1931 году Церковный Совет Никольского прихода обратился с ходатайством в Хельсинкский Городской Совет о выделении приходу кладбищенского участка на территории бывшего русского военного кладбища. Переговорный процесс о передаче участка русскому приходу вёл председатель общества «Русская Колония в Финляндии» барон Р. А. Штакельберг, в прошлом церемониймейстер Двора Его Императорского Величества. В мае 1935 года Городской совет Хельсинки удовлетворил прошение русской общины.
В 1938 году на кладбище были совершены первые захоронения и в том же году построен русский православный храм, освящённый 28 ноября (10) декабря 1938 года в честь Николая Чудотворца.
На алтарной апсиде храма в память о погребенных здесь российских воинах была установлена мраморная доска, на которой написаны слова молитвы: «Господи, помяни во Царствии Твоем зде лежащих русских воинов, имена их же Ты веси».
Второй мемориал воинской славы «Pro Patria» (с латинского — «За Отечество») был установлен в память о военнослужащих (членах Никольского и Покровского приходов), павших при защите свободы и независимости Финляндии в 1939—1944 годах. Средства на сооружение этого памятника были собраны прихожанами, а на бронзовой плите вылиты имена погибших. В одном из воинских захоронений был погребен и сын настоятеля Покровской Выборгской общины студент химии Владимир Григорьевич Светловский. Рядом впоследствии был погребен и сам отец Григорий и члены его семьи.
В 2001 году на месте братской могилы воинов Российской империи был установлен ещё один памятник, установленный российскими военными при посредстве Посольства России в Финляндии — дань признательности со стороны Российской Федерации.

## Известные захоронения
- Величко, Владимир Александрович (1884—1959), полковник артиллерии[2]
- Гребнер, Евгения Владимировна (1894—1975)
- Козловский, Александр Николаевич (1864—1940), генерал-майор
- Константинова, Анна Евфимовна (1876—1962)
- Красностовский, Алексей Иванович (1880—1967), композитор[3]
- Кузьмин-Караваев, Дмитрий Дмитриевич (1892—1985), ротмистр участник Белого движения
- Лаппо-Данилевский, Сергей Сергеевич (1868—1957), русский композитор
- Лозинский-Кованько, Александр Александрович (1898—1955)
- Новицкий, Борис Евгеньевич (1904—1986), общественный и политический деятель
- Путилин, Сергей Тихонович (1868—1950)
- Сакселин, Александр Николаевич (1899—1959), балетмейстер, хореограф и педагог Финского национального балета.
- Светловский, Григорий Евфимьевич, протоиерей, первый настоятель Покровского прихода
- Штакельберг, Рудольф Александрович фон (1880—1940), барон, церемониймейстер.
- Щукин, Николай Сильвестрович, протоиерей, первый настоятель Никольского прихода